# Naso hexacanthus
Naso hexacanthus là một loài cá biển thuộc chi Naso trong họ Cá đuôi gai. Loài cá này được mô tả lần đầu tiên vào năm 1855.

## Từ nguyên
Từ định danh của loài cá này, hexacanthus, trong tiếng Latinh có nghĩa là "sáu gai", ám chỉ 6 tia gai trên vây lưng của chúng.

## Phạm vi phân bố và môi trường sống
N. hexacanthus có phạm vi phân bố rộng khắp vùng biển Ấn Độ Dương - Thái Bình Dương. Từ Biển Đỏ và vùng biển phía nam bán đảo Ả Rập, loài cá này được tìm thấy dọc theo vùng bờ biển Đông Phi, bao gồm Madagascar và những bãi cạn, quần đảo xung quanh, kể cả Maldives, Chagos, đảo Giáng Sinh và quần đảo Cocos (Keeling) ở Ấn Độ Dương; từ biển Andaman, N. hexacanthus xuất hiện trải rộng khắp vùng biển các nước Đông Nam Á, Papua New Guinea và hầu hết các đảo quốc thuộc châu Đại Dương (giới hạn ở phía đông đến quần đảo Marquises và đảo Ducie); phía bắc trải dài đến vùng biển phía nam Nhật Bản và quần đảo Hawaii; phía nam đến rạn san hô Great Barrier và đảo Lord Howe.
N. hexacanthus sống gần những rạn san hô và đá ngầm ở độ sâu khoảng từ 6 đến 229 m.

## Mô tả

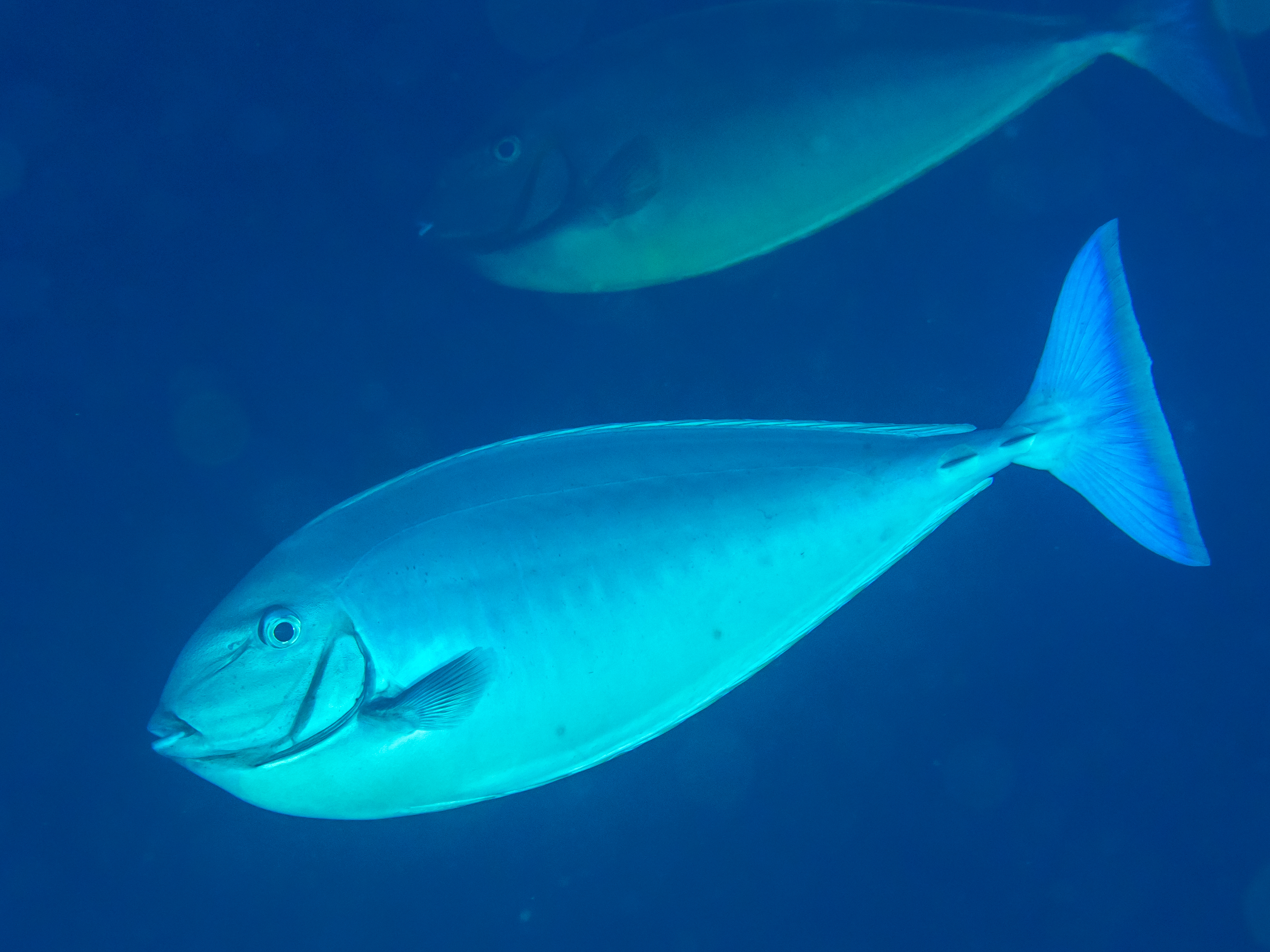
Một nhóm N. hexacanthus

Chiều dài cơ thể tối đa được ghi nhận ở N. hexacanthus là 75 cm, nhưng thường được quan sát với chiều dài phổ biến là 50 cm. Cơ thể hình bầu dục thuôn dài, có màu nâu đến màu lam xám, chuyển sang màu vàng nhạt ở phần bụng và ngực (lan sang vây hậu môn và vây bụng). N. hexacanthus có thể nhanh chóng chuyển sang màu xanh lam nhạt trên toàn cơ thể. Cá đực mùa giao phối sẽ xuất hiện một khoảng màu lam nhạt trên đỉnh đầu và ở phần thân trước bên trên, cũng như nhiều sọc dọc cùng màu ở thân trước.
N. hexacanthus không có sừng hay bướu trước trán. Như các loài Naso khác, N. hexacanthus có 2 phiến xương nhọn chĩa ra ở mỗi bên cuống đuôi, tạo thành ngạnh rất sắc. Chúng có vạch màu nâu sẫm trên má và nắp mang, là điểm phân biệt với Naso caeruleacauda và Naso caesius. Vây đuôi màu xanh lam với dải đen ở rìa. Vây đuôi lõm vào trong ở cá con, và cụt ở cá trưởng thành. Lưỡi của N. hexacanthus có màu đen khi đạt chiều dài ~25 cm hoặc hơn.
Số gai ở vây lưng: 6; Số tia vây ở vây lưng: 27 - 29; Số gai ở vây hậu môn: 2; Số tia vây ở vây hậu môn: 27 - 30; Số tia vây ở vây ngực: 17 - 18; Số gai ở vây bụng: 1; Số tia vây ở vây bụng: 3.

## Sinh thái
Không như hầu hết các loài Naso khác, N. hexacanthus ăn các loài động vật phù du khi trưởng thành, bao gồm như ấu trùng của loài giáp xác, các loài thuộc Chaetognatha và phân ngành Sống đuôi. Chúng chỉ ăn tảo đến năm 2 tuổi. Chúng kiếm ăn vào ban ngày, và thường sống thành đàn lớn.
Tuổi thọ tối đa ở N. brachycentron là 31 năm, được ghi nhận tại rạn san hô Great Barrier.

### Trích dẫn
- J. H. Choat; K. D. Clements (1998). “Vertebrate herbivores in marine and terrestrial environments: A nutritional ecology perspective” (PDF). Annual Review of Ecology and Systematics. 29: 375–403. doi:10.1146/annurev.ecolsys.29.1.375.
- P. F. Sale (2002).  J. H. Choat; D. R. Robertson (biên tập). Chapter 3. Age-based studies on coral reef fishes (PDF). Coral Reef Fishes. tr. 57–80. doi:10.1016/B978-012615185-5/50005-0.